# Felipe Bacarreza Rodríguez
Felipe Bacarreza Rodríguez (Santiago del Cile, 8 giugno 1948) è un vescovo cattolico cileno, dal 23 marzo 2024 vescovo emerito di Santa María de Los Ángeles.

## Biografia
Nasce a Santiago del Cile l'8 giugno 1948.

### Formazione e ministero sacerdotale
Dopo gli studi umanistici si laurea in ingegneria alla Pontificia università cattolica del Cile e frequenta il seminario della propria città di nascita. Consegue la licenza in teologia nella stessa università.
Il 17 aprile 1977 è ordinato presbitero dal cardinale Raúl Silva Henríquez.
Si trasferisce a Roma, dove continua gli studi ed ottiene la licenza in sacra scrittura presso il Pontificio Istituto Biblico. Dopo l'esperienza romana ritorna in Cile, dove è vicario parrocchiale del Sagrado Corazón e in seguito parroco di Nostra Signora della Pace, nella zona Cordillera di Santiago. Ricopre inoltre l'incarico di insegnante nel seminario arcidiocesano. Dal 1983 al 1991 presta servizio nella Congregazione per l'educazione cattolica.

### Ministero episcopale
Il 16 luglio 1991 papa Giovanni Paolo II lo nomina vescovo ausiliare di Concepción e titolare di Nepi; l'8 settembre successivo riceve l'ordinazione episcopale, nella cattedrale di Concepción, dall'arcivescovo Antonio Moreno Casamitjana, coconsacranti l'arcivescovo Carlos Oviedo Cavada (poi cardinale) ed il vescovo Jorge Medina Estévez (poi arcivescovo e cardinale).
Il 1º gennaio 1996 è nominato rettore dell'Università Cattolica della Santissima Concezione; mantiene quest'incarico fino al 31 dicembre 2000.
Il 7 gennaio 2006 papa Benedetto XVI lo nomina vescovo di Los Ángeles; succede a Miguel Caviedes Medina, ritiratosi per raggiunti limiti di età. Il 21 febbraio 2009, essendo mutato il nome della diocesi, diventa vescovo di Santa María de Los Ángeles.
Il 23 marzo 2024 papa Francesco accoglie la sua rinuncia, presentata per raggiunti limiti di età, al governo pastorale della diocesi di Santa María de Los Ángeles; gli succede Cristián Castro Toovey, fino ad allora vescovo ausiliare di Santiago del Cile e titolare di Tigava.

## Genealogia episcopale
La genealogia episcopale è:
- Cardinale Scipione Rebiba
- Cardinale Giulio Antonio Santori
- Cardinale Girolamo Bernerio, O.P.
- Arcivescovo Galeazzo Sanvitale
- Cardinale Ludovico Ludovisi
- Cardinale Luigi Caetani
- Cardinale Ulderico Carpegna
- Cardinale Paluzzo Paluzzi Altieri degli Albertoni
- Papa Benedetto XIII
- Papa Benedetto XIV
- Papa Clemente XIII
- Cardinale Marcantonio Colonna
- Cardinale Giacinto Sigismondo Gerdil, B.
- Cardinale Giulio Maria della Somaglia
- Cardinale Carlo Odescalchi, S.I.
- Cardinale Costantino Patrizi Naro
- Cardinale Lucido Maria Parocchi
- Papa Pio X
- Papa Benedetto XV
- Arcivescovo Sebastiano Nicotra
- Vescovo Gilberto Fuenzalida Guzmán
- Arcivescovo Alfredo Cifuentes Gómez
- Cardinale Juan Francisco Fresno Larraín
- Arcivescovo Antonio Moreno Casamitjana
- Vescovo Felipe Bacarreza Rodríguez